# Irland i olympiska sommarspelen 2016
Irland deltog med 77 deltagare vid de olympiska sommarspelen 2016 i Rio de Janeiro. Totalt vann de två silvermedaljer.

## Medaljer

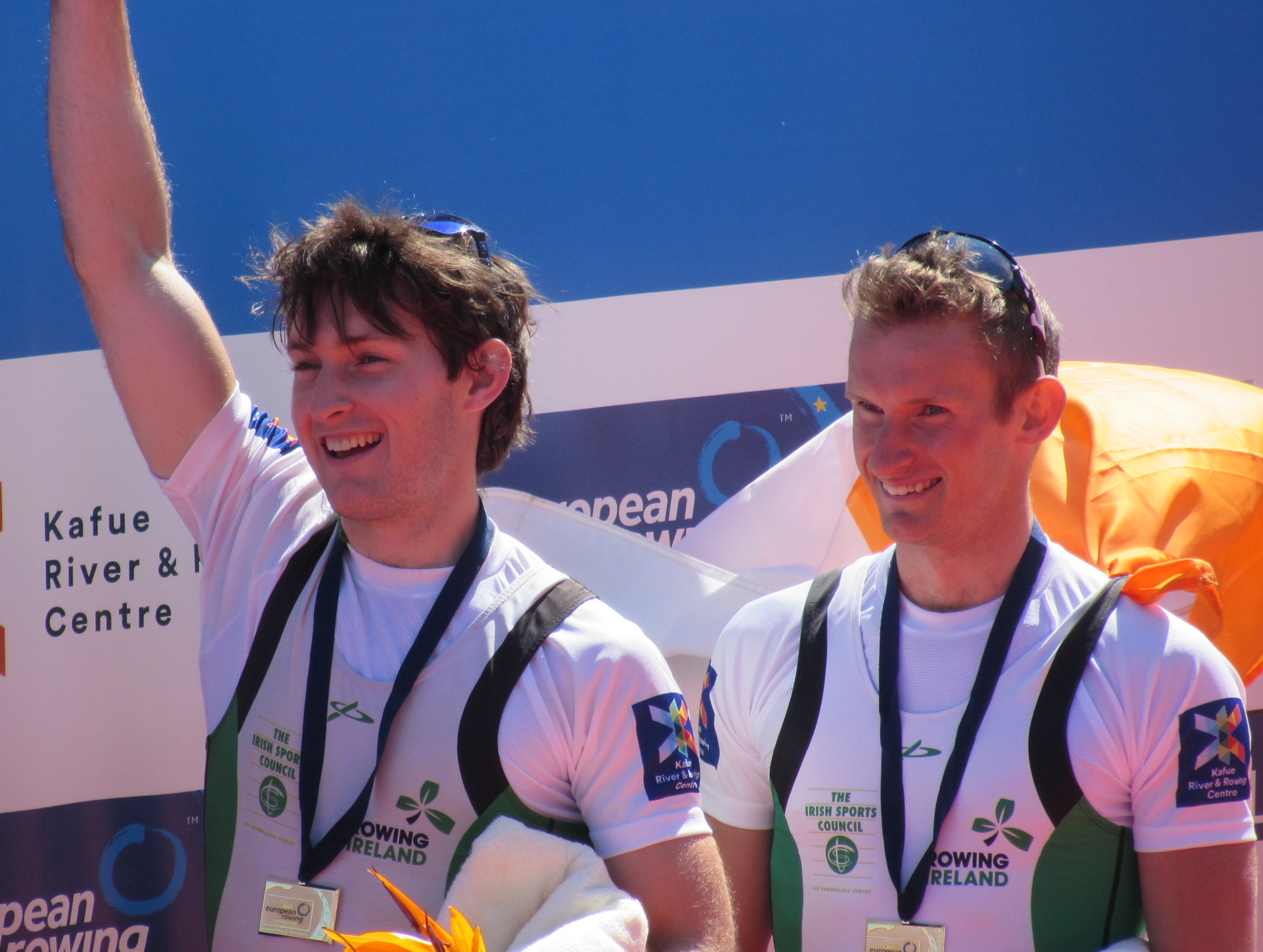
O'Donovan-bröderna firar efter deras silverplats.

| Medalj | Namn                          | Sport   | Gren                              |
| ------ | ----------------------------- | ------- | --------------------------------- |
| Silver | Gary O'Donovan Paul O'Donovan | Rodd    | Herrarnas lättvikts-dubbelsculler |
| Silver | Annalise Murphy               | Segling | Damernas laser radial             |